# Cinètica enzimàtica

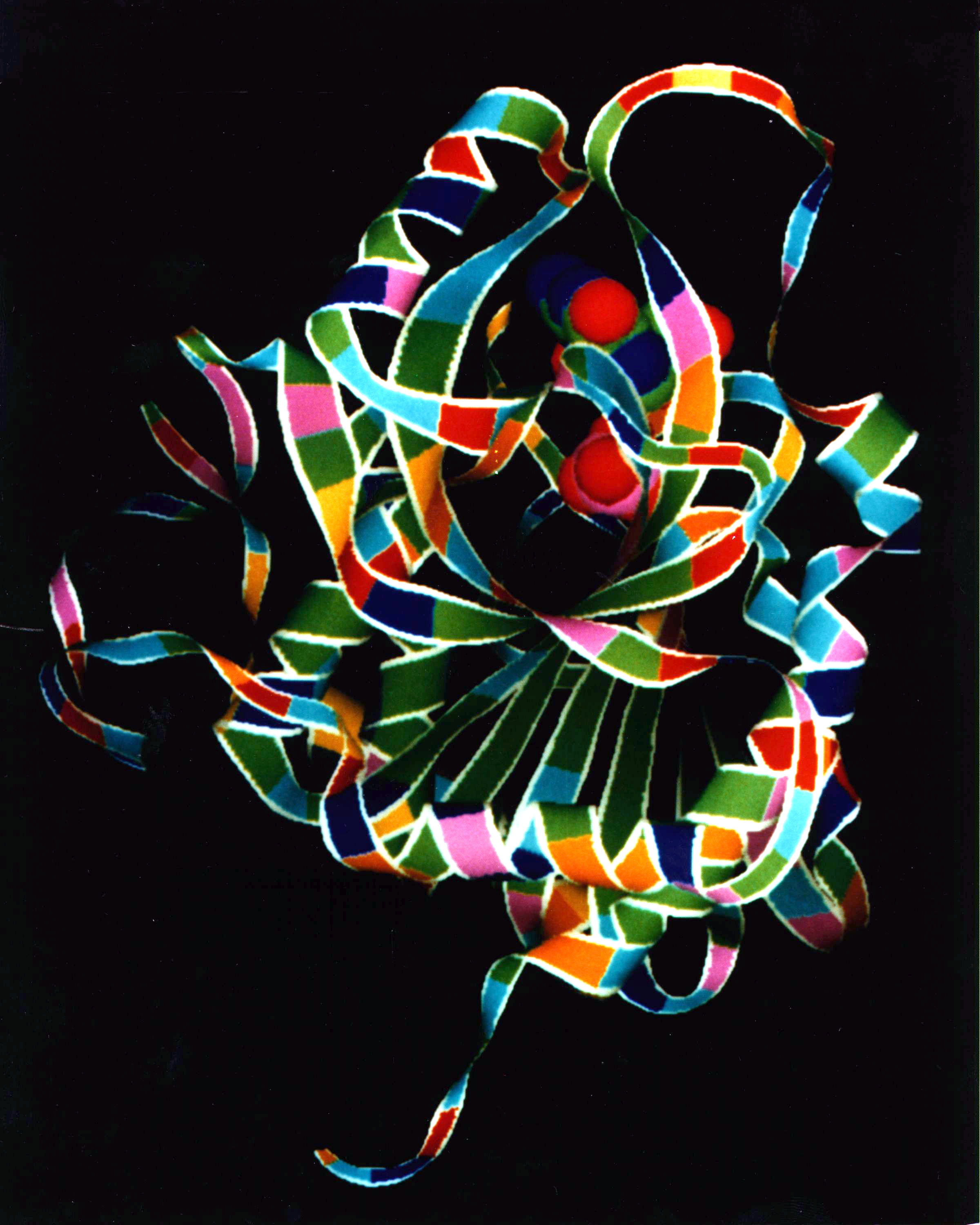
Imatge generada per ordinador d'un model de l'estructura tridimensional de l'enzim bacterià purina nucleòsid fosforilasa.

La cinètica enzimàtica estudia la velocitat de les reaccions químiques que són catalitzades pels enzims. L'estudi de la cinètica d'un enzim permetrà elucidar els detalls del seu mecanisme catalític, el seu paper en el metabolisme, com es controla la seva activitat en la cèl·lula i com pot ser inhibida la seva activitat amb fàrmacs o verins o potenciada per altre tipus de molècules.
Els enzims són macromolècules amb la capacitat de manipular altres molècules, denominades substrats. Un substrat és capaç d'unir-se al centre catalític de l'enzim que el reconegui i transformar-se en un producte al llarg d'una sèrie de passos denominats mecanisme enzimàtic. Alguns enzims poden unir diversos substrats diferents i/o alliberar diversos productes, com és el cas de les proteases al trencar una proteïna en dos polipèptids. En altres casos, es produeix la unió simultània de dos substrats, com en el cas de l'ADN-polimerasa, que és capaç d'incorporar un nucleòtid (substrat 1) a una cadena d'ADN (substrat 2). Encara que tots aquests mecanismes solen seguir una complexa sèrie de passos, també solen presentar una etapa limitant que determina la velocitat final de tota la reacció. Aquesta etapa limitant pot consistir en una reacció química o en un canvi conformacional de l'enzim o del substrat.
El coneixement adquirit sobre l'estructura dels enzims ha estat de gran ajuda en la visualització i interpretació de les dades cinètiques. Per exemple, l'estructura pot suggerir com romanen units substrat i producte durant la catàlisi, quins canvis conformacionals ocorren durant la reacció, o fins i tot el paper en particular de determinats aminoàcids en el mecanisme catalític. Alguns enzims modifiquen la seva conformació significativament durant la reacció, en aquest cas, pot ser crucial saber l'estructura molecular de l'enzim amb substrat unit i sense (se solen usar anàlegs que s'uneixen però no permeten portar a terme la reacció i mantenen a l'enzim permanentment en la conformació de substrat unit).
Els mecanismes enzimàtics poden ser dividits en mecanisme d'únic substrat o mecanisme de múltiples substrats. Els estudis cinètics portats a terme en enzims que solament uneixen un substrat, com la triosa fosfat isomerasa, pretenen amidar l'afinitat amb la qual s'uneix el substrat i la velocitat amb la qual el transforma en producte. D'altra banda, quan s'estudia un enzim que uneix diversos substrats, com la dihidrofolat reductasa, la cinètica enzimàtica pot mostrar també l'ordre en el qual s'uneixen els substrats i l'ordre en el qual els productes són alliberats.
No obstant això, no totes les catàlisis biològiques són portades a terme per enzims proteics. Existeixen molècules catalítiques basades en l'ARN, com els ribozims i els ribosomes, essencials per a l'empalmament alternatiu i la traducció de l'ARNm, respectivament. La principal diferència entre els ribozims i els ribosomes radica en el limitat nombre de reaccions que poden portar a terme els primers, encara que els seus mecanismes de reacció i les seves cinètiques poden ser estudiades i classificades pels mateixos mètodes.

## Principis generals

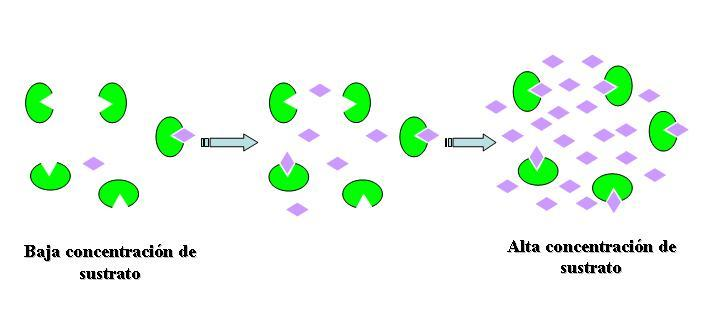
La velocitat de la reacció va augmentant a mesura que augmenta la concentració de substrat fins que l'enzim se satura.

La reacció catalitzada per un enzim utilitza la mateixa quantitat de substrat i genera la mateixa quantitat de producte que una reacció no catalitzada. Igual que ocorre en altres tipus de catàlisis, els enzims no alteren en absolut l'equilibri de la reacció entre substrat i producte. No obstant això, al contrari que les reaccions químiques, els enzims se saturen. Això significa que a major quantitat de substrat, major nombre de centres catalítics estaran ocupats, el que incrementarà l'eficiència de la reacció, fins al moment que tots els llocs possibles estiguin ocupats. En aquest moment s'haurà arribat al punt de saturació de l'enzim i, encara que s'afegeixi més substrat, no augmentarà més l'eficiència.
Les dues propietats cinètiques més importants d'un enzim són: el temps que triga a saturar-se amb un substrat en particular i el seu punt màxim de saturació. El coneixement d'aquestes propietats fa possible hipotetitzar sobre comportament d'un enzim en l'ambient cel·lular i predir com respondrà enfront d'un canvi d'aquestes condicions.

## Assajos enzimàtics

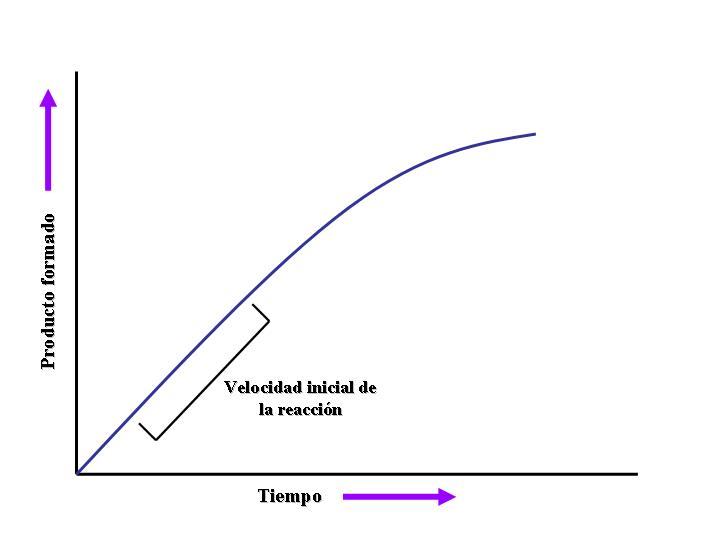
Corba de saturació d'una reacció enzimática. El pendent representa, en el període inicial, la velocitat de la reacció. L'equació de Michaelis-Menten descriu com va variant el pendent amb la concentració de substrat o d'enzim.

Un assaig enzimàtic és un procediment, portat a terme en un laboratori, mitjançant el qual es pot amidar la velocitat d'una reacció enzimàtica. Com que els enzims no es consumeixen en la reacció que catalitzen, els assajos enzimàtics solen amidar els canvis experimentats bé en la concentració de substrat (que va decreixent) o bé en la concentració de producte (que va augmentant). Existeixen diversos mètodes per a realitzar aquestes mesures. L'espectrofotometria permet detectar canvis en l'absorbància de llum per part del substrat o del producte (segons la concentració d'aquests) i la radiometria implica incorporació o alliberament de radioactivitat per a amidar la quantitat de producte obtingut per temps. Els assajos espectrofotomètrics són els més utilitzats, ja que permeten amidar la velocitat de la reacció de forma contínua. Per contra, els assajos radiomètrics requereixen retirar les mostres per a amidar-les, pel que són assajos discontinus. No obstant això, aquests assajos són extremadament sensibles i permeten detectar nivells molt baixos d'activitat enzimàtica. També es pot utilitzar l'espectrometria de masses per a detectar la incorporació o alliberament d'isòtops estables quan el substrat és convertit en producte.
Els assajos enzimàtics més sensibles utilitzen làsers dirigits a través d'un microscopi per a observar els canvis produïts en enzims individuals quan catalitzen una reacció. Aquestes mesures poden utilitzar canvis produïts en la fluorescència de cofactors que intervenen en el mecanisme de catàlisi o bé unir molècules fluorescents en llocs específics de l'enzim, que permetin detectar moviments ocorreguts durant la catàlisi. Aquests estudis estan donant una nova visió de la cinètica i la dinàmica de les molècules individuals, en oposició als estudis de cinètica enzimàtica tradicionals, en els quals s'observa i s'amida el comportament d'una població de milions de molècules d'enzim.
En la figura de la dreta es pot observar la típica evolució d'una corba obtinguda en un assaig enzimàtic. Inicialment, l'enzim transforma el substrat en producte seguint un comportament lineal. A mesura que avança la reacció, es va esgotant la quantitat de substrat i va disminuint la quantitat de producte que es genera per unitat de temps (disminueix la velocitat de la reacció), el que es manifesta en forma de corba asimptòtica en la gràfica. Depenent de les condicions de l'assaig i del tipus d'enzim, el període inicial pot durar des de mil·lisegons fins a hores. Els assajos enzimàtics solen estar estandarditzats perquè el període inicial duri entorn d'un minut, per a portar a terme les mesures més fàcilment. No obstant això, els moderns equips de barreja ràpida de líquids permeten portar a terme mesures cinètiques de períodes inicials la durada dels quals pot arribar a ser inferior a un segon. Aquest tipus d'assajos ràpids són essencials per a mesures de la cinètica de l'estat estacionari, discutida més baix.
La majoria dels estudis de cinètica enzimàtica se centren en el període inicial, és a dir, en la zona lineal de la reacció enzimàtica. No obstant això, també és possible amidar tota la corba de la reacció i ajustar aquestes dades a una equació no lineal. Aquesta forma d'amidar les reaccions enzimàtiques es denomina anàlisis de la corba de progrés.
Aquesta aproximació és molt útil com a alternativa a les cinètiques ràpides, quan el període inicial és massa ràpid per a ser amidat amb precisió.

### Factors físic-químics que poden modificar l'activitat enzimàtica
- Temperatura: els enzims són sensibles a la temperatura i la seva activitat pot veure's modificada per aquest factor. Els intervals de temperatures òptimes poden arribar a variar substancialment d'uns enzims a uns altres. Normalment, a mesura que augmenta la temperatura, un enzim veurà incrementada la seva activitat fins al moment que comenci la desnaturalització d'aquesta, que donarà lloc a una reducció progressiva d'aquesta activitat.
- pH: l'interval de pH òptim també és molt variable entre diferents enzims. Si el pH del medi s'allunya de l'òptim de l'enzim, aquesta veurà modificada la seva càrrega elèctrica a l'acceptar o donar protons, el que modificarà l'estructura dels aminoàcids i, per tant, l'activitat enzimàtica.
- Concentració salina: igual que en els casos anteriorment esmentats, la concentració de sals del mitjà és crucial per a una òptima activitat enzimàtica. Una elevada concentració o una absència de sals en el mitjà poden impedir l'activitat enzimàtica, ja que els enzims requereixen una adequada concentració de ions per a mantenir la seva càrrega i la seva estructura.

## Reaccions amb un substrat
Els enzims que presenten un mecanisme d'únic substrat inclouen isomerases, com ara la triosa fosfat isomerasa o la bisfosfoglicerat mutasa, i liases intramoleculars, com ara l'adenilat ciclasa o la ribozim ARN-liasa. No obstant això, existeixen certes reaccions enzimàtiques d'únic substrat que no pertanyen a aquesta categoria de mecanismes, com és el cas de la reacció catalitzada per la catalasa. La catalasa reacciona inicialment amb una molècula de peròxid d'hidrogen (aigua oxigenada) i queda en un estat oxidat després d'alliberar el producte (aigua), i, posteriorment, és reduïda per una segona molècula de substrat. Encara que durant la reacció solament participa un substrat, l'existència d'un intermediari enzimàtic modificat permet incloure al mecanisme de la catalasa en la categoria de mecanismes de ping-pong, un tipus de mecanisme discutit més endavant.

### Cinètica de Michaelis-Menten
Com que les reaccions catalitzades per enzims són saturables, la velocitat de catàlisi no mostra un comportament lineal en una gràfica a l'augmentar la concentració de substrat. Si la velocitat inicial de la reacció s'amida a una determinada concentració de substrat (representat com a [S]), la velocitat de la reacció (representat com a V) augmenta linealment amb l'augment de la [S], com es pot veure en la figura. No obstant això, quan s'augmenta la [S], l'enzim se satura de substrat i arriba a la seva velocitat màxima (Vmax), que no sobrepassarà en cap cas, independentment de la [S].

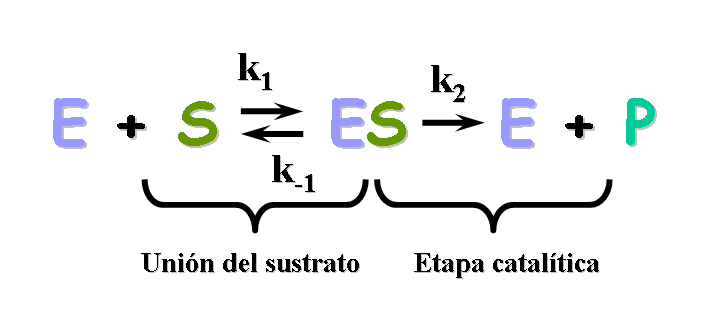
Mecanisme d'unió d'únic substrat per a una reacció enzimàtica. k_{1}, k_{-1} i k₂ són les constants cinètiques per a cadascuna de les etapes de la reacció.

El model de cinètica michaeliana per a una reacció d'únic substrat es pot veure en la figura de l'esquerra. Primerament, té lloc una reacció química bimolecular entre l'enzim E i el substrat S, formant-se el complex enzim-substrat ES. Encara que el mecanisme enzimàtic per a una reacció unimolecular {\displaystyle ES\rightarrow E+P} pot ser bastant complex, existeix una etapa enzimàtica limitant que permet que el mecanisme sigui simplificat com una etapa cinètica única la constant de la qual és k₂.
{\displaystyle {\begin{matrix}v=k_{2}[{\mbox{ES}}]\end{matrix}}}    (Equació 1)
k₂, també denominada kcat o nombre de recanvi, fa referència al màxim nombre de reaccions enzimàtiques catalitzades per segon.
A baixes concentracions de substrat, l'enzim roman en un equilibri constant entre la forma lliure E i el complex enzim-substrat ES. Augmentant la [S] també augmentem la [ES] a costa de la [E], desplaçant l'equilibri de la reacció cap a la dreta. Pel fet que la velocitat de reacció depèn de la [ES], la velocitat és sensible a petits canvis en la [S]. No obstant això, a altes [S], l'enzim se satura i solament queda la forma unida al substrat ES. Sota aquestes condicions, la velocitat de la reacció (v ≈ k₂[E]tot = Vmax) deixa de ser sensible a petits canvis en la [S]. En aquest cas, la concentració total d'enzim ([E]tot) és aproximadament igual a la concentració del complex ES:
{\displaystyle [{\mbox{E}}]_{tot}\ {\stackrel {\mathrm {def} }{=}}\ [{\mbox{E}}]+[{\mbox{ES}}]}

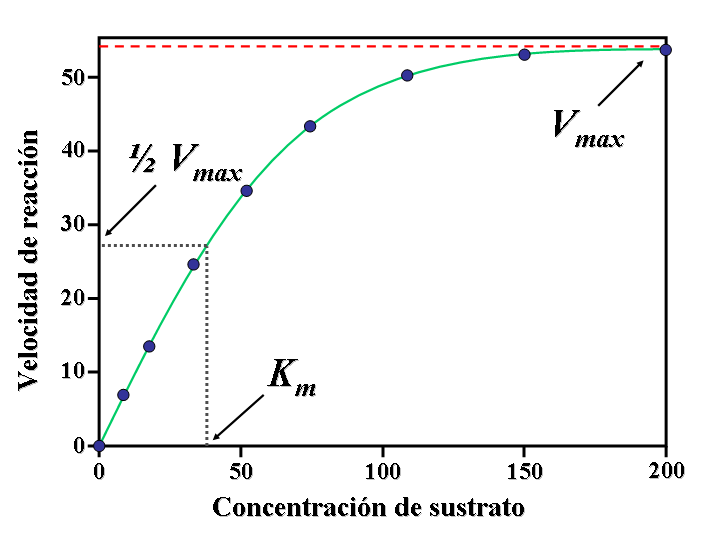
Representació gràfica de la corba de saturació d'un enzim on es pot observar com evoluciona la relació entre la concentració de substrat i la velocitat de la reacció.

L'equació de Michaelis-Menten descriu com la velocitat de la reacció depèn de l'equilibri entre la [S] i la constant k₂. Leonor Michaelis i Maud Menten demostraren que si k₂ és molt menor que k1 (aproximació de l'equilibri) es pot deduir la següent equació:
{\displaystyle v={\frac {V_{max}[{\mbox{S}}]}{K_{m}+[{\mbox{S}}]}}}    (Equació 2)
Aquesta famosa equació és la base de la majoria de les cinètiques enzimàtiques de substrat únic.
La constant de Michaelis Km es defineix com la concentració a la qual la velocitat de la reacció enzimàtica és la meitat de la Vmàx. Això pot verificar-se substituint la concentració de substrat per aquesta constant ([S] = Km). Si l'etapa limitant de la velocitat de la reacció és lenta comparada amb la dissociació de substrat (k₂ <<< k1), la constant de Michaelis 'Km' serà aproximadament la constant de dissociació del complex ES, encara que sigui una situació relativament rara.
La situació més comuna, on k₂ > k1, és denominada cinètica de Briggs-Haldane. L'equació de Michaelis-Menten encara es manté sota aquestes condicions més generals, com pot derivar-se de l'aproximació de l'estat estacionari. Durant el període inicial, la velocitat de la reacció és més o menys constant, indicant que la [ES] també es mantindrà constant:
{\displaystyle {\frac {d}{dt}}[{\mbox{ES}}]=k_{1}[{\mbox{E}}][{\mbox{S}}]-k_{2}[{\mbox{ES}}]-k_{-1}[{\mbox{ES}}]\approx 0}
D'aquesta forma, la concentració d'ES ve donada per la següent expressió:
{\displaystyle [{\mbox{ES}}]\approx {\frac {[{\mbox{E}}]_{tot}[{\mbox{S}}]}{[{\mbox{S}}]+K_{m}}}}
on la constant de Michaelis Km es defineix així:
{\displaystyle K_{m}\ {\stackrel {\mathrm {def} }{=}}\ {\frac {k_{2}+k_{-1}}{k_{1}}}\approx {\frac {[{\mbox{E}}][{\mbox{S}}]}{[{\mbox{ES}}]}}}
Amb què, després d'operar tots els factors, s'obté una fórmula general per a la velocitat de la reacció que coincideix amb l'equació de Michaelis-Menten:
{\displaystyle v=k_{2}[\mathrm {ES} ]={\frac {k_{2}[{\mbox{E}}]_{tot}[{\mbox{S}}]}{[{\mbox{S}}]+K_{m}}}={\frac {V_{max}[{\mbox{S}}]}{[{\mbox{S}}]+K_{m}}}}
La constant d'especificitat kcat / Km mesura l'eficiència amb què un enzim converteix un substrat en producte. Utilitzant la definició de la constant de Michaelis Km, l'equació de Michaelis-Menten podria escriure's de la següent forma:
{\displaystyle v=k_{2}[\mathrm {ES} ]={\frac {k_{2}}{K_{m}}}[{\mbox{E}}][{\mbox{S}}]}
on [E] és la concentració d'enzim lliure. Així, la constant d'especificitat es converteix en una constant bimolecular efectiva de l'enzim lliure que reacciona amb substrat lliure per a formar producte. Aquesta constant ve definida per la freqüència amb la qual el substrat i l'enzim es troben en una solució, i ronda aproximadament un valor de 10¹⁰ M-1 s-1 a 25 °C. Curiosament, aquest màxim no depèn de la grandària del substrat o de l'enzim. La proporció de les constants d'especificitat per a dos substrats és una comparança quantitativa de l'eficiència de l'enzim per a convertir en productes aquests substrats. El pendent de l'equació de Michaelis-Menten a baixes concentracions de substrat (quan [S] << Km) també proporciona la constant d'especificitat.

### Representació de l'equació de Michaelis-Menten

La gràfica de Lineweaver-Burk o del doble recíproc mostra el significat dels punts de tall entre la recta i els eixos de coordenades, i el gradient de la velocitat.

La gràfica de velocitat enfront de [S] mostrada anteriorment no és lineal. Encara que a baixes concentracions de substrat es mantingui lineal, es va corbant a mesura que augmenta la concentració de substrat. Abans de l'arribada de la informàtica, que permeten ajustar regressions no lineals de forma senzilla, podia arribar a ser realment difícil estimar els valors de la Km i la Vmax en les gràfiques no lineals. Això va donar lloc que diversos investigadors concentressin els seus esforços a desenvolupar linealitzacions de l'equació de Michaelis-Menten, donant com a resultat la gràfica de Lineweaver-Burk i el diagrama d'Eadie-Hofstee. Amb el següent tutorial de la cinètica de Michaelis-Menten realitzat a la Universitat de Virgíniaα, es pot simular el comportament d'un enzim variant les constants cinètiques.
La gràfica de Lineweaver-Burk o representació de doble recíproc és la forma més comuna de mostrar les dades cinètiques. Per a això, es prenen els valors inversos a banda i banda de l'equació de Michaelis-Menten. Com es pot apreciar en la figura de la dreta, el resultat d'aquest tipus de representació és una línia recta l'equació de la qual és y = mx + c, sent el punt de tall entre la recta i l'eix d'ordenades equivalent a 1/Vmax, i el punt de tall entre la recta i l'eix d'abscisses equivalent a -1/Km.
{\displaystyle {\frac {1}{v}}={\frac {K_{m}}{V_{max}[{\mbox{S}}]}}+{\frac {1}{V_{max}}}}
Òbviament, no es poden prendre valors negatius per 1/[S]; el mínim valor possible és 1/[S] = 0, que correspondria a una concentració infinita de substrat, 1/v = 1/Vmax. El valor del punt de tall entre la recta i l'eix x és una extrapolació de dades experimentals obtinguts en laboratori. Generalment, les gràfiques de Lineweaver-Burk distorsionen les mesures realitzades a baixes concentracions de substrat i això pot donar lloc a estimacions no molt exactes de la Vmàx i de la Km.
Un model lineal molt més exacte és el diagrama d'Eadie-Hofstee, però en les investigacions científiques actuals, tot aquest tipus de linealitzacions han quedat obsolets i han estat substituïts per mètodes més fiables basats en anàlisis de regressió no lineal. Per a analitzar les dades és convenient la normalització dels mateixos, ja que això pot ajudar disminuint la quantitat de treball experimental a realitzar i incrementant la fiabilitat de l'anàlisi.

### Significat de les constants cinètiques
La importància de l'estudi de la cinètica enzimàtica resideix en dos principis bàsics. En primer lloc, permet explicar com funciona un enzim, i en segon lloc, permet predir com es comportarà aquest enzim in vivo. Les constants cinètiques definides anteriorment, Km i Vmàx, són els pilars fonamentals a l'hora d'intentar comprendre el funcionament dels enzims en el control del metabolisme.
No obstant això, portar a terme aquestes prediccions no és trivial, fins i tot en els sistemes més simples. Per exemple, la malat deshidrogenasa sintetitza, en l'interior del mitocondri, oxalacetat, que pot ser substrat de diversos enzims com la citrat sintasa, en el cicle dels àcids tricarboxílics, la fosfoenolpiruvat carboxiquinasa, a la gluconeogènesi, o l'aspartat aminotransferasa, en la biosíntesis d'àcid aspàrtic. Per a ser capaç de predir quant oxalacetat serà desviat per cadascuna de les rutes és necessari saber tant la concentració del oxalacetat com la concentració i els paràmetres cinètics de cadascun dels enzims. Aquest exemple denota la complexitat que podem arribar a trobar quan s'intenta predir el comportament de rutes metabòliques completes o d'organismes sencers, per mitjà de models matemàtics. Encara que aquests objectius encara no s'han arribat a assolir en eucariotes, s'han obtingut certs progressos en bacteris, utilitzant models del metabolisme d'Escherichia coli.

## Reaccions multisubstrat
Les reaccions multisubstrat segueixen una sèrie de complexes equacions que descriuen com s'uneixen els substrats i en quin ordre ho fan. L'anàlisi d'aquestes reaccions és molt més senzill si la concentració del substrat A es manté constant i la del substrat B varia. En aquestes condicions, l'enzim es comporta igual que un enzim d'únic substrat, pel que en una gràfica de velocitat la concentració de substrat donarà uns valors aparents de les constants cinètiques, Km i Vmàx, per al substrat B. Si es realitzen una sèrie de mesures a diferents concentracions fixes de substrat A, les dades obtingudes permetran saber a quin tipus de mecanisme pertany la reacció enzimàtica. Per a un enzim que uneixi dos substrats A i B, i els transformi en dos productes P i Q, existeixen dos tipus de mecanismes descrits fins ara.

### Mecanisme de complex ternari

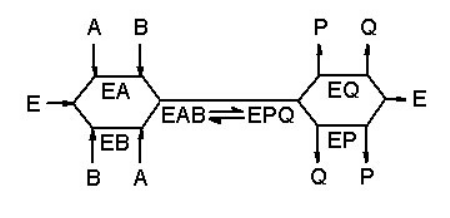
Mecanisme de complex ternari a l'atzar per a una reacció enzimàtica. L'enzim E uneix els substrats A i B i allibera els productes P i Q en un ordre no definit.

Els enzims (E) que presenten aquest mecanisme de reacció uneixen al mateix temps els dos substrats (A i B), donant lloc a un complex ternari EAB. L'ordre seqüencial d'unió dels substrats pot ser a l'atzar (mecanisme a l'atzar) o seguir un ordre en particular (mecanisme ordenat). Si fixem la concentració del substrat A i variem la de B, i vam representar gràficament el comportament de l'enzim mitjançant un diagrama de Lineweaver-Burke, obtindrem una sèrie de rectes amb un punt d'intersecció comú a totes elles.
Entre els enzims que presenten aquest mecanisme podem trobar la glutatió S-transferasa, la dihidrofolat reductasa i l'ADN polimerasa. Els següents enllaços mostren animacions del mecanisme de complex ternari de la dihidrofolat reductasa β i de l'ADN polimerasa.γ

### Mecanisme de ping-pong
Com es pot apreciar en la figura de la dreta, els enzims amb un mecanisme de ping-pong poden presentar dos estats, la conformació normal (E) i la conformació modificada químicament (E*) o conformació intermèdia. En aquest tipus de mecanisme, el substrat A s'uneix a l'enzim E, que passa a un estat intermedi E*, per exemple, per transferència d'un grup químic al centre actiu de l'enzim, podent ja ser alliberat en forma de producte P. Únicament quan el substrat A ja ha estat alliberat del centre actiu de l'enzim pot unir-se el substrat B, que retorna a l'enzim modificat E* al seu estat original E, i alliberar-lo en forma de producte Q. Si fixem la concentració d'E variem la de B, i es representa gràficament un enzim amb mecanisme de ping-pong en un diagrama de Lineweaver-Burke, s'obté una sèrie de rectes paral·leles entre si.

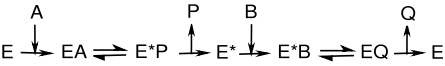
Mecanisme de ping-pong per a una reacció enzimàtica. La unió dels substrats A i B té lloc en ordre definit i seqüencial, a través d'un intermediari enzimàtic modificat, E*.

Entre els enzims amb aquest tipus de mecanisme es pot trobar alguna oxidoreductasa, com la tioredoxima peroxidasa, transferases, como l'acil-neuraminat citidil transferasa, i serin proteasas, como la tripsina i la quimiotripsina. Les serín-proteases conformen una diversa família d'enzims molt comuns, que inclouen enzims digestius (tripsina, quimiotripsina i elastasa), diversos enzims del procés de coagulació, entre d'altres. En les serín-proteases, l'estat intermedi E* és una espècie acilada en una serina del centro catalític de l'enzim. El següent enllaç mostra una animació del mecanisme catalític de la quimiotripsina.δ

## Cinètiques no Michaelianes

Corba de saturació d'un enzim al·lostèric, on es pot apreciar una cinètica sigmoide.

Algunes reaccions enzimàtiques donen lloc a corbes sigmoides, en ser representades en una corba de saturació, el que sol indicar una unió cooperativa del substrat al centre catalític de l'enzim. Això vol dir que la unió d'una molècula de substrat influeix en la unió de les molècules de substrat posteriors. Aquest comportament és el més comú en els enzims multimèrics, que presenten diverses zones d'interacció amb el substrat. El mecanisme de cooperació és semblant a l'observat en l'hemoglobina. La unió d'una molècula de substrat a una de les zones d'interacció altera significativament l'afinitat pel substrat de les altres zones d'interacció. Els enzims amb aquest tipus de comportament són denominades al·lostèrics. La cooperativitat positiva té lloc quan la primera molècula de substrat unida incrementa l'afinitat de la resta de zones d'interacció. Per contra, la cooperativitat negativa té lloc quan la primera molècula de substrat unida redueix l'afinitat de l'enzim per noves molècules de substrat.
Com a exemples d'enzims amb cooperativitat positiva tenim l'aspartat transcarbamilasa bacteriana i la fosfofructoquinasa, i amb cooperativitat negativa, la tirosil ARNt-transferasa de mamífers.
La cooperativitat és un fenomen bastant comú i pot arribar a ser crucial en la regulació de la resposta enzimàtica a canvis en la concentració de substrat. La cooperativiatat positiva fa que l'enzim sigui molt més sensible a la concentració de substrat, amb el que la seva activitat pot arribar a variar en gran manera encara que es mogui en intervals molt estrets de concentració de substrat. Per contra, la cooperativitat negativa fa que l'enzim sigui insensible a petits canvis en la concentració de substrat.
L'equació de Hill sol ser utilitzada per a descriure quantitativament el grau de cooperativitat en cinètiques no michaelianes. El coeficient de Hill (n) indica quantes de les zones d'unió de substrat d'un enzim afecten a l'afinitat de la unió del substrat en la resta de les zones d'unió. El coeficient de Hill pot prendre valors majors o menors que 1: 
- n < 1: indica cooperativitat negativa.
- n > 1: indica cooperativitat positiva.

## Cinètica de l'estat pre-estacionari

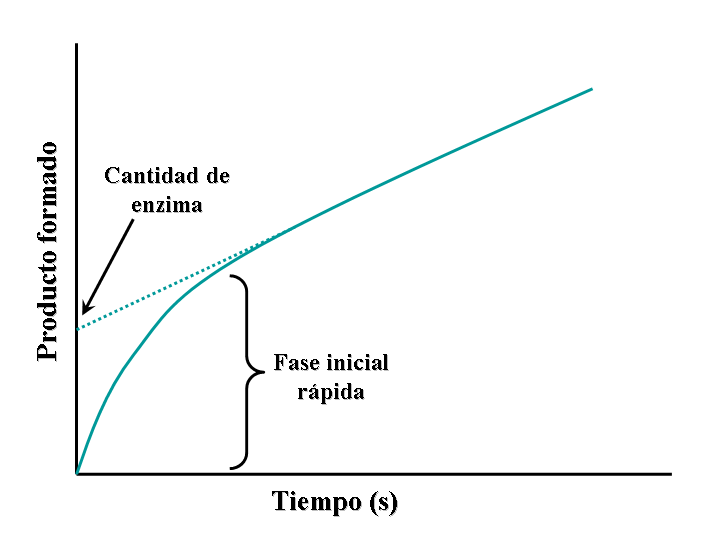
Representació gràfica de l'estat pre-estacionari d'una reacció enzimàtica on es pot apreciar la fase inicial ràpida.

Al realitzar un assaig enzimàtic i barrejar l'enzim amb el substrat, existeix un breu període inicial en el qual no es produeix ni síntesi de producte, ni estat intermedi de l'enzim. L'estudi dels mil·lisegons següents a la barreja és denominat cinètica de l'estat pre-estacionari i està relacionat amb la formació i consum dels intermediaris enzim-substrat (ES o E*) fins al moment en el qual s'arriben a certes concentracions i comença el estat estacionari.
El primer enzim en la qual es va estudiar aquest procés, durant la reacció d'hidròlisi, va ser la quimiotripsina. La detecció d'intermediaris sol ser la principal evidència necessària per a saber sota quin mecanisme actua l'enzim. Per exemple, al realitzar un assaig de cinètica ràpida d'una reacció enzimàtica governada per un mecanisme de ping-pong, podrem fer un seguiment de l'alliberament de producte P i amidar la formació d'intermediaris enzimàtics modificats E*. En el cas de la quimiotripsina, l'intermediari enzimàtic es produeix per un atac nucleofílic del substrat sobre una serina del centre catalític, el que genera una forma intermediària acilada de la quimiotripsina.
En la figura de la dreta, es pot observar com l'enzim passa ràpidament a un estat intermedi E* durant els primers segons de la reacció. Posteriorment, quan arriba a l'estat estacionari, la velocitat disminueix. Aquesta primera fase de la reacció proporciona la taxa de conversió de l'enzim. Per tant, la quantitat de producte alliberat durant aquesta fase (que pot obtenir-se perllongant la recta corresponent a l'estat estacionari fins a tallar l'eix y) també dona la quantitat d'enzim funcional present en l'assaig.

## Mecanisme químic
Un dels objectius més importants en els estudis de la cinètica enzimàtica és determinar el mecanisme químic que subjeu en la reacció enzimàtica, per exemple, determinar la seqüència ordenada de successos que transcorren en la transformació de substrat en producte. Les aproximacions cinètiques discutides anteriorment poden proporcionar informació relacionada amb la velocitat de reacció dels intermediaris enzimàtics formats, però no permetran identificar quins intermediaris són exactament.
Amb la finalitat de determinar l'etapa limitant de la reacció o els intermediaris que es formen durant aquesta, es poden portar a terme assajos enzimàtics en diverses condicions amb enzims o substrats lleugerament modificats, que hi aportin dades referent. Un exemple característic d'etapa limitant d'una reacció és aquella en la qual es trenca un enllaç covalent donant lloc a un àtom d'hidrogen. Si intercanviem cada àtom d'hidrogen pel seu isòtop estable, el deuteri, podrem saber quin dels possibles hidrògens transferits és el que determina l'etapa limitant. La velocitat sofrirà una variació quan l'hidrogen crític sigui reemplaçat, a causa del efecte isotòpic cinètic primari, l'origen del qual es troba en la major estabilitat dels ponts de deuteri, més difícils de trencar que els ponts d'hidrogen. També és possible amidar efectes similars per mitjà d'altres substitucions isotòpiques, com ara 13C/12C o 18O/¹⁶O, però els efectes produïts en aquests casos són més difícils de detectar.
Els isòtops també poden ser utilitzats per a obtenir informació sobre la destinació de diverses parts de la molècula de substrat quan aquest és transformat en producte. Per exemple, de vegades és difícil determinar l'origen d'un àtom d'oxigen en el producte final, ja que pot provenir de l'aigua o de la molècula de substrat. Això pot resoldre's mitjançant la substitució sistemàtica dels àtoms d'oxigen de les molècules que participin en la reacció, pel seu isòtop estable 18O, fent posteriorment una recerca de l'isòtop en el producte obtingut. El mecanisme químic també pot ser elucidat estudiant els efectes cinètics i isotòpics sota diferents condicions de pH, alterant els nivells d'ions metàl·lics o altres cofactors, per mutagènesi dirigida d'aminoàcids conservats, o mitjançant l'estudi del comportament de l'enzim en presència d'anàlegs del substrat.

## Inhibició enzimàtica

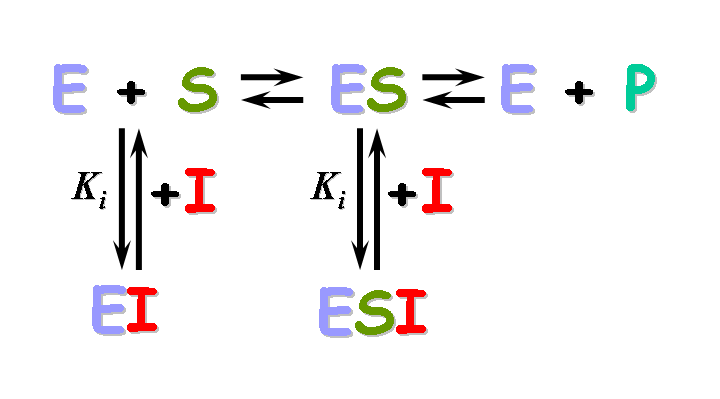
Esquema d'una reacció enzimàtica en presència d'un inhibidor enzimàtic d'unió reversible.

Els inhibidors enzimàtics són molècules que redueixen o anul·len l'activitat enzimàtica. Aquests inhibidors poden unir-se als enzims de forma reversible (la desaparició de l'inhibidor restaura l'activitat enzimàtica) o irreversible (l'inhibidor inactiva permanentement l'enzim).

### Inhibidors reversibles
Els inhibidors enzimàtics reversibles es poden classificar com a competitius, acompetitius, no competitius i mixtos, segons l'efecte que produeixin a les constants cinètiques Km i Vmàx. Aquest efecte dependrà del fet que l'inhibidor s'uneixi a l'enzim E, al complex enzim-substrat ES o a ambdós, com es pot observar a la figura de la dreta i a la taula inferior. Per a classificar correctament un inhibidor poden portar-se a terme estudis de la seva cinètica enzimàtica en funció de la concentració d'inhibidor. Els quatre tipus d'inhibició donen lloc a diagrames de Lineweaver-Burke i d'Eadie-Hofstee que varien de diferent forma amb la concentració d'inhibidor. Per a abreujar, s'utilitzen dos símbols:
{\displaystyle \alpha =1+{\frac {[{\mbox{I}}]}{K_{i}}}}      y      {\displaystyle \alpha ^{\prime }=1+{\frac {[{\mbox{I}}]}{K_{i}^{\prime }}}}
on Ki i K'i són les constants de dissociació per a unir-se a l'enzim i al complex enzim-substrat, respectivament. En presència d'un inhibidor reversible, els valors aparents de la Km i la Vmàx passen a ser (α/α')Km i (1/α')Vmàx, respectivament, como es pot apreciar en la taula inferior per als casos més comuns.
|          |                                                 | Tipus d'inhibició | Km aparent                                                | Vmàx aparent                                         |
| sols Ki  | ({\displaystyle \alpha ^{\prime }=1})           | competitiva       | {\displaystyle K_{m}\alpha ~}                             | {\displaystyle ~V_{max}~}                            |
| sols Ki' | ({\displaystyle \alpha =1~})                    | acompetitiva      | {\displaystyle {\frac {K_{m}}{\alpha ^{\prime }}}}        | {\displaystyle {\frac {V_{max}}{\alpha ^{\prime }}}} |
| Ki = Ki' | ({\displaystyle \alpha =\alpha ^{\prime }})     | no competitiva    | {\displaystyle ~K_{m}~}                                   | {\displaystyle {\frac {V_{max}}{\alpha ^{\prime }}}} |
| Ki ≠ Ki' | ({\displaystyle \alpha \neq \alpha ^{\prime }}) | mixta             | {\displaystyle {\frac {K_{m}\alpha }{\alpha ^{\prime }}}} | {\displaystyle {\frac {V_{max}}{\alpha ^{\prime }}}} |

Els ajustaments per regressió no lineal de les dades de cinètica enzimàtica poden proporcionar estimacions molt precises de les constants de dissociació Ki i Ki'.

### Inhibidors irreversibles
Els inhibidors enzimàtics també poden unir-se i inactivar un enzim de forma irreversible, generalment a través de modificacions covalents de residus del centre catalític de l'enzim. Aquestes reaccions decauen de forma exponencial i solen ser saturables. Per sota dels nivells de saturació, mantenen una cinètica de primer ordre respecte a l'inhibidor.

## Mecanismes de catàlisi

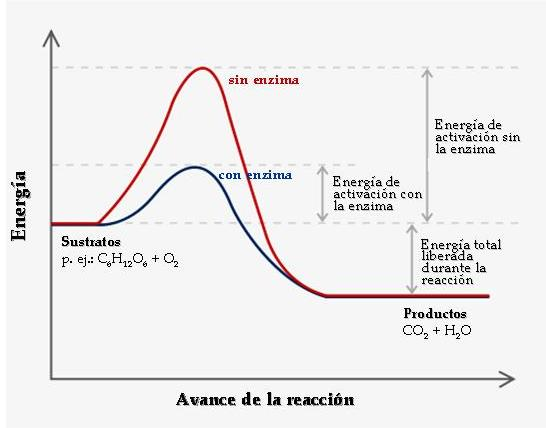
La variació d'energia com a funció d'una coordenada de reacció mostra l'estabilització de l'estat de transició quan aquesta reacció es portada a terme per un enzim.

El model d'ajustament induït és el més utilitzat quan es realitzen estudis d'interacció enzim-substrat. Aquest model proposa que les interaccions inicials entre l'enzim i el substrat són relativament dèbils, però suficients per a produir certs canvis conformacionals a l'enzim, que estabilitzen i incrementen la força de la interacció. Aquests canvis conformacionals impliquen a una sèrie d'aminoàcids catalítics del centre actiu, en els quals es produeixen els enllaços químics corresponents entre l'enzim i el substrat. Després de la unió, un o més mecanismes de catàlisi disminueixen l'energia de l'estat de transició de la reacció, a través d'una ruta alternativa a la reacció. Els mecanismes de catàlisi es classifiquen basant-se en diferents criteris: catàlisi covalent, catàlisi per proximitat i alineació d'orbitals, catàlisi àcid-base general, catàlisi per ions metàl·lics i catàlisi electroestàtica.
Els estudis de cinètica enzimàtica no permeten obtenir el tipus de catàlisi utilitzada per un enzim. Malgrat això, algunes dades cinètiques poden proporcionar una sèrie d'indicis que portin a realitzar un altre tipus d'estudis dirigits a determinar aquest tipus de catàlisi. Per exemple, en un mecanisme de ping-pong la cinètica de l'estat pre-estacionari pot estar suggerint una catàlisi de tipus covalent. Per una altra banda, variacions al pH poden produir efectes dràstics a la Vmàx però no a la Km, el que podria indicar que un residu del centre actiu precisa un estat concret d'ionització perquè es pugui portar a terme la catàlisi enzimàtica.